# Живопись у-син

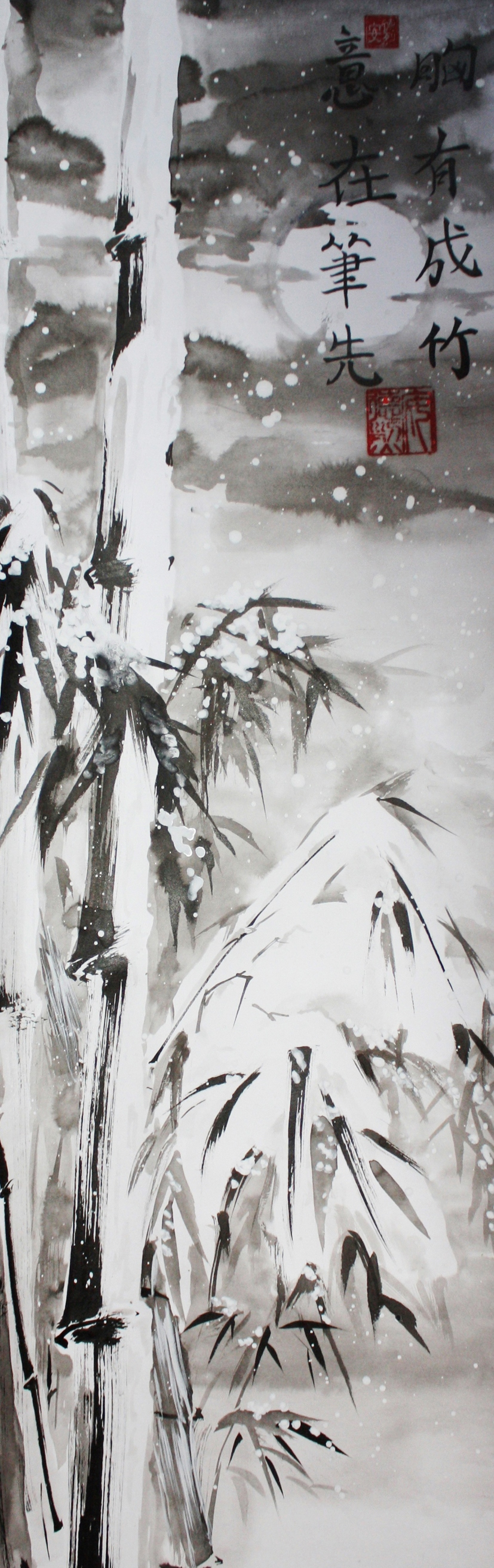
Пример работы в технике у-син

Живопись у-син — это техника саморазвития, построенная на основе сочетания приёмов китайской живописи гохуа, системы пяти элементов у-син и других понятий даосской натурфилософии. Изображение предметов, существ и пейзажей в технике живописи у-син сильнее связано с познанием их внутренней сущности, чем внешней формы.

## История возникновения
Возникла в конце 90-х годов XX века. Основные принципы были сформулированы Максимом Парнахом, а затем доработаны Андреем Щербаковым. Парнах систематизировал мазки китайской живописи в соответствии с метафизикой у-син, разработав методику, позволяющую быстро освоить основы живописи. Впервые он опробовал разработанную технику в рамках терапии детей-инвалидов. Парнах пытался найти связь с традиционной китайской живописью, но принципы у-син нигде не использовались, хотя идея о пяти движениях была базисной для многих практик, возникших в Китае. Затем стало известно, что принцип у-син внедрён в практику чайной церемонии и в медитацию, где пять органов у-син (печень, сердце, поджелудочная железа, лёгкие и почки) исцеляют с помощью пяти цветов у-син (бирюзового, красного, золотистого, белого, синего) и пяти соответствующих звуков. Дальнейшее исследование привело к пониманию, что у-син внедрён в цигун благодаря современникам Мантеку Чиа и Сюй Минтану.
Практика внутреннего стиля ушу «Синьицюань» имеет 5 основных движений, соответствующих 5-и элементам у-син. Это косвенно доказывает древнее происхождение живописи у-син.

## Базовые принципы

### Первый
Позволяет художнику проработать свои психологические качества через движение. На первом этапе обучения художник создаёт мазки только с помощью движений руки. Второй этап связан с включением корпуса в процесс рисования. На третьем этапе создание картины превращается в полноценный танец. На последнем этапе для человека, практикующего живопись у-син, важно чувствовать тонкие аспекты движения. Процесс увеличения чувствительности связан с преодолением скованности и ограниченности в движениях. Известным фактом является то, что психологические проблемы человека неразрывно связаны с физическими зажимами, поэтому можно сказать, что живопись у-син — своеобразная разновидность телесно ориентированной психотерапии.

### Второй
Заключается в системе у-син. 5 элементов знаменуют 5 качеств энергии — дерево, огонь, землю, металл, воду. В живописи каждому из этих элементов соответствует определённое движение, и только этими пятью видами мазков художник у-син пишет свои картины.
| Дерево — элемент ян. Дерево в движении проявляется через непосредственность и стремительность. Чёткий ритм — неотъемлемая черта этого движения. Форма мазка — это линия, которая начинается и заканчивается с точки, так же, как основные направления китайской каллиграфии — горизонтальная линия, вертикальная линия . Традиционно этот тип мазков используется для рисования бамбука. | Огонь — кульминация ян. Огонь быстрый и неуловимый. Мазок часто выглядит как лодка и выполняется мгновенными движениями. Он хорошо подходит для рисования птиц, листьев и лепестков цветов — всё это мимолетное и преходящее. | Металл — возрастающий Инь. Он имеет свойство плавиться, переходя из предыдущей твёрдой формы в жидкую, после чего способен снова перейти в твёрдую форму . Мазок — это линия, напоминающая ленточку, которая имеет сужение в начале и в конце. Примером может служить рисование тонких травинок. | Вода — энергия Инь достигает апогея. Вода — антипод огня. Огонь — это жар и мимолетность, а вода — это холод и постепенность, неторопливость. Проявлением эмоций «Воды» является нежность. Создается благодаря прокручиванию кисти. Пример — рисование цветов. Также этим движением рисуют дым и закрученные стволы деревьев. | Земля — это центр, середина. Основным качеством энергии является структурность. Земля — это точки. Наносятся, держа кисть вертикально к поверхности. |

### Третий
Заключается в сочетании в одном рисунке сразу нескольких искусств.

Обучаясь живописи у-син, ученик очень быстро выходит за рамки живописи, когда стремится украсить рисунок каллиграфической надписью. Вследствие увлечения каллиграфией, как правило, просыпается интерес к изучению китайского языка. Необходимость подобрать хорошую надпись влечёт интерес к поэзии. Каллиграфия и живопись основаны на координации движений и дыхании, так что очень скоро ученик начинает осваивать элементы цигун. Интерес к отработке движений и необходимость рисовать всем телом порождает интерес к ушу, танцам и йоге. Создание рисунка по китайским традициям, как правило, завершается печатью. Но печать тоже интересно изготовить самому, и так ученик уже начинает увлекаться резьбой и лепкой. А ведь нарисованную картину нужно ещё и красиво оформить и правильно разместить. И так далее. Таким образом, начиная заниматься живописью у-син, человек оказывается втянутым в процесс постоянного самосовершенствования.— Андрей Щербаков. О философии живописи у-син

### Четвёртый
Заключается в непривязанности к художественному результату. Цель художника, развивающегося в живописи у-син — самосовершенствование. Картина не является при этом целью самого творческого процесса.

## Воплощение принципов

### Даосизм
Основной принцип заключается в так называемом «недеянии» (无为 у-вэй) и следовании естественному пути. У-вэй очень наглядно демонстрируется рисованием «от пятна» (первоначально существует пятно, которое затем с добавлением минимальных изменений превращается в объект). В живописи у-син нет эскизов. Рисунок формируется быстрыми мазками и пятнами, поэтому нет возможности его испортить, так как любое движение может органично вписаться в целостность картины.

### Буддизм
Дело в непривязанности. Практик живописи у-син не должен иметь предпочтений, освободиться от привязанности, прежде всего — к результатам своего труда. Здесь важны лишь внутренние открытия, которые делает художник.

На самом деле привязка мазков к 5-и элементам у-син, как и любые художественные каноны, это всё то, что художник, практикующий у-син, со временем должен отбросить в поисках той самой истины, которую не произнесёшь словами.— Андрей Щербаков. О живописи у-син.